# Фрідріх Квентін
Фрідріх Квентін (нім. Friedrich Quentin; 7 січня 1905 — 29 вересня 1988) — німецький офіцер, оберст (полковник) вермахту. Кавалер Лицарського хреста Залізного хреста.

## Звання під час Другої світової війни
- Гауптман (капітан)
- Майор
- Оберст-лейтенант (підполковник) (1 листопада 1943)
- Оберст (полковник) (1 травня 1944).

## Нагороди
- Залізний хрест 2-го і 1-го класу
- Німецький хрест в золоті (26 грудня 1941) — як гауптман 2-го батальйону 114-го стрілецького полку 6-ї танкової дивізії.
- Лицарський хрест Залізного хреста (8 лютого 1943) — як майор і командир 6-го стрілецького батальйону 6-ї танкової дивізії.